# Sigmella charon
Sigmella charon är en kackerlacksart som först beskrevs av Hanitsch 1933.  Sigmella charon ingår i släktet Sigmella och familjen småkackerlackor. Inga underarter finns listade i Catalogue of Life.